# Seytroux
Seytroux est une commune française située dans le département de la Haute-Savoie, en région Auvergne-Rhône-Alpes.

## Géographie
- La pointe de la Gay (1 801 m) se situe sur le territoire communal.

## Urbanisme

### Typologie
Au 1er janvier 2024, Seytroux est catégorisée commune rurale à habitat dispersé, selon la nouvelle grille communale de densité à sept niveaux définie par l'Insee en 2022.
Elle est située hors unité urbaine. Par ailleurs la commune fait partie de l'aire d'attraction de Morzine, dont elle est une commune de la couronne,. Cette aire, qui regroupe 8 communes, est catégorisée dans les aires de moins de 50 000 habitants,.

### Occupation des sols
L'occupation des sols de la commune, telle qu'elle ressort de la base de données européenne d’occupation biophysique des sols Corine Land Cover (CLC), est marquée par l'importance des forêts et milieux semi-naturels (87,7 % en 2018), une proportion sensiblement équivalente à celle de 1990 (87,6 %). La répartition détaillée en 2018 est la suivante : 
forêts (69,8 %), milieux à végétation arbustive et/ou herbacée (17,9 %), zones agricoles hétérogènes (6,4 %), prairies (5,9 %).
L'IGN met par ailleurs à disposition un outil en ligne permettant de comparer l’évolution dans le temps de l’occupation des sols de la commune (ou de territoires à des échelles différentes). Plusieurs époques sont accessibles sous forme de cartes ou photos aériennes : la carte de Cassini (XVIIIe siècle), la carte d'état-major (1820-1866) et la période actuelle (1950 à aujourd'hui).

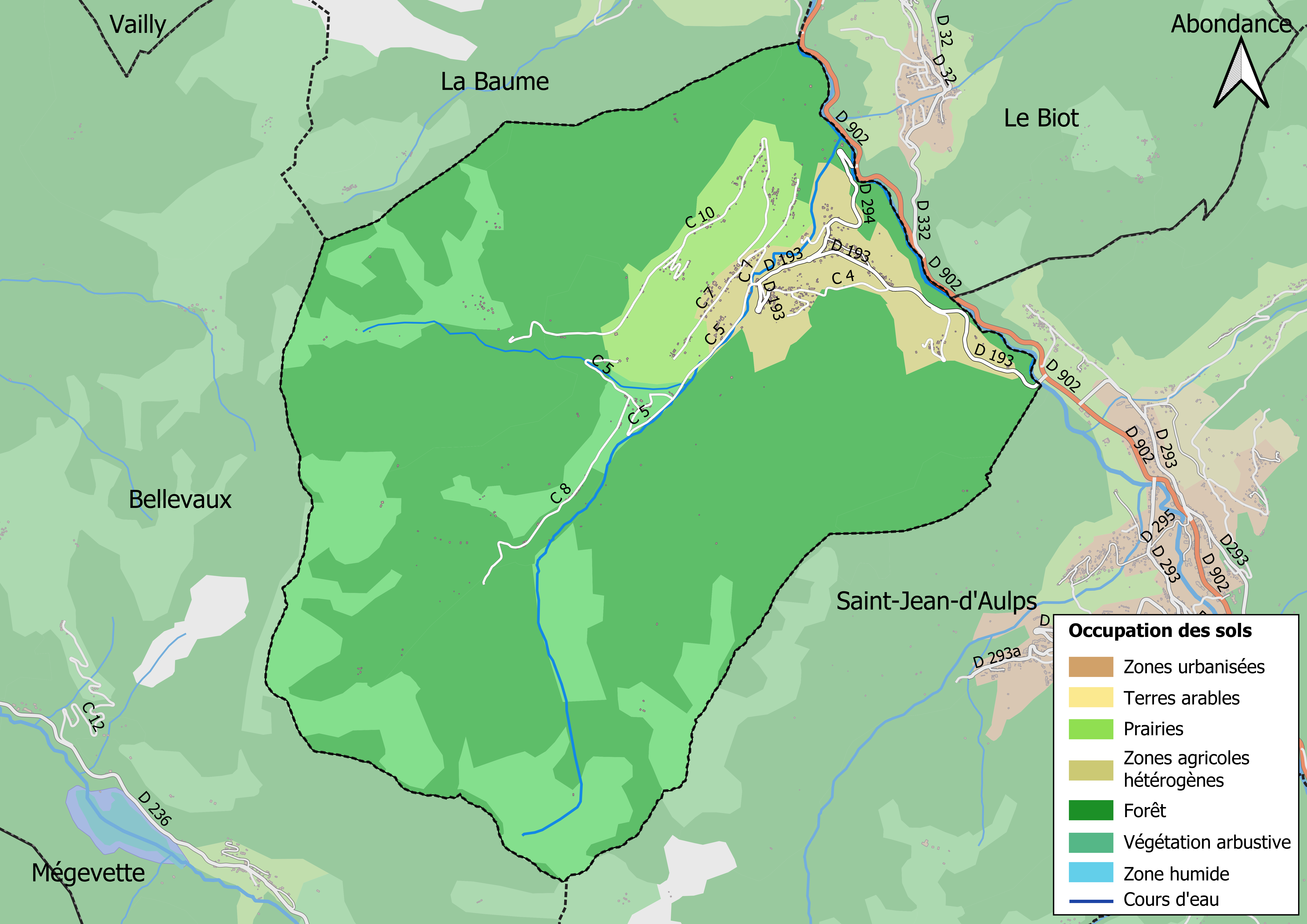
Carte des infrastructures et de l'occupation des sols en 2018 (CLC) de la commune.
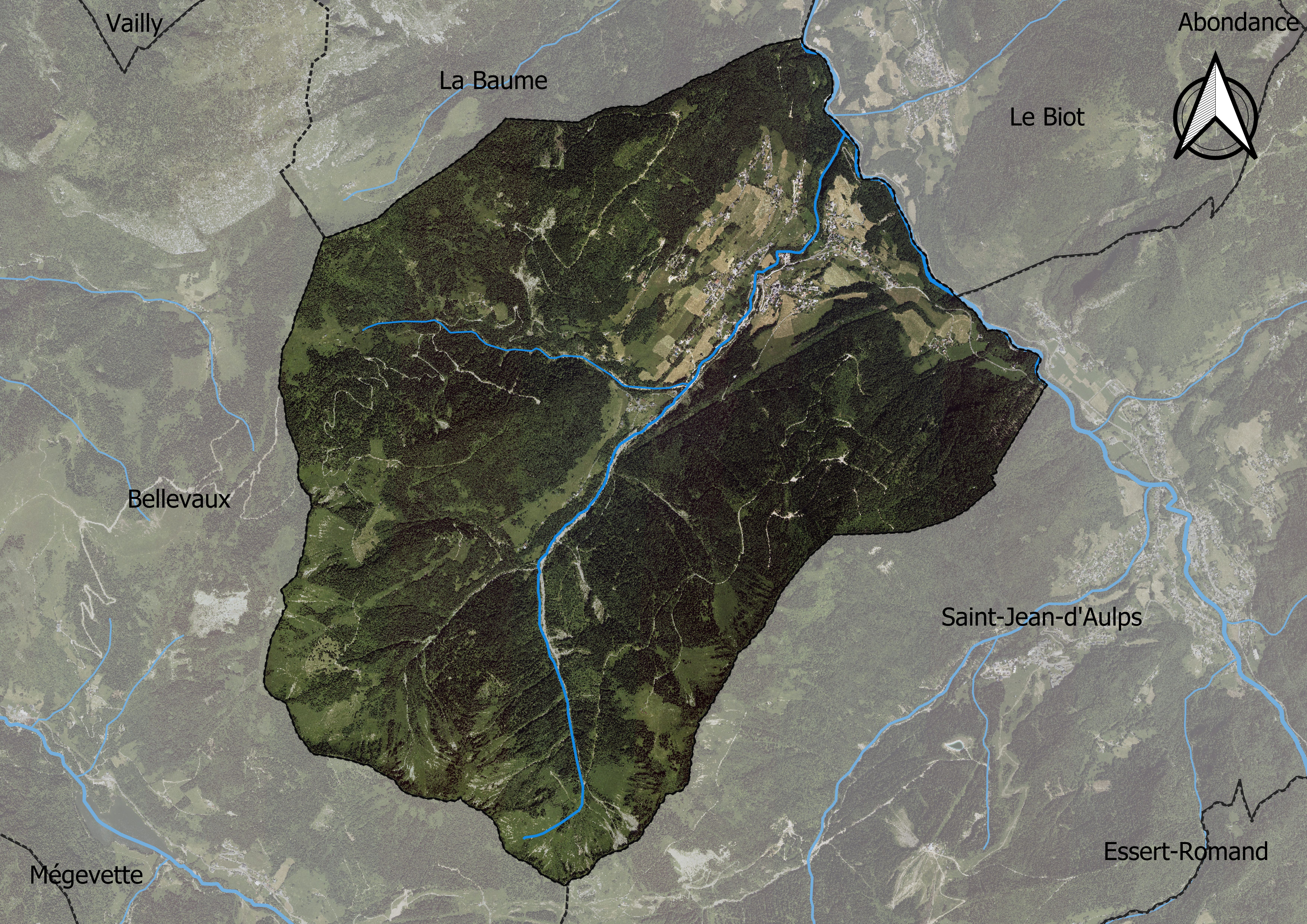
Carte orthophotogrammétrique de la commune.

## Toponymie
Le village de Seytroux est mentionné sous la forme Seitrou en 1233, lors d'une donation faite à l'abbaye d'Aulps.
Seytroux est un toponyme dérivant du mot seitrou (s'agit-il d'un sobriquet ou d'un patronyme disparu ?), qui désigne localement un « faucheur ».
En francoprovençal, le nom de la commune s'écrit Sêtro, selon la graphie de Conflans.

## Histoire
Seytroux devient une paroisse en 1801. Son territoire est détaché du Biot le 11 novembre 1837, pour devenir une commune indépendante.

## Politique et administration

### Rattachements administratifs et électoraux
Du point de vue administratif, la commune fait partie de l'arrondissement de Thonon-les-Bains et avant la réforme territoriale de 2014, faisait partie du canton du Biot dont Le Biot était le chef-lieu. Elle forme avec quinze autres communes depuis janvier 2014 la communauté de communes du Haut-Chablais. Elle fait suite à la communauté de communes de la vallée d’Aulps créé en 1995 comprenant les neuf communes (La Forclaz, La Vernaz, La Baume, Le Biot, Seytroux, Saint-Jean-d’Aulps, Montriond, Essert-Romand et La Côte-d’Arbroz).
Du point de vue électoral, la commune fait partie de la cinquième circonscription de la Haute-Savoie (dont le député est Marc Francina (UMP) depuis les élections de 2012) et, depuis la réforme territoriale de 2014, du canton d'Évian-les-Bains qui compte selon le redécoupage cantonal de 2014 33 communes.

### Liste des maires
| Période                                  | Période  | Identité           | Étiquette | Qualité |
| ---------------------------------------- | -------- | ------------------ | --------- | ------- |
| mars 2001                                | En cours | Jean-Claude Morand |           |         |
| Les données manquantes sont à compléter. |          |                    |           |         |

## Population et société
Les habitants de Seytroux sont appelés les Seythrousiens.

### Démographie
L'évolution du nombre d'habitants est connue à travers les recensements de la population effectués dans la commune depuis 1838. Pour les communes de moins de 10 000 habitants, une enquête de recensement portant sur toute la population est réalisée tous les cinq ans, les populations de référence des années intermédiaires étant quant à elles estimées par interpolation ou extrapolation. Pour la commune, le premier recensement exhaustif entrant dans le cadre du nouveau dispositif a été réalisé en 2007.

En 2022, la commune comptait 535 habitants, en évolution de +7 % par rapport à 2016 (Haute-Savoie : +6,01 %, France hors Mayotte : +2,11 %).
| 1838 | 1848 | 1858 | 1861 | 1866 | 1872 | 1876 | 1881 | 1886 |
| ---- | ---- | ---- | ---- | ---- | ---- | ---- | ---- | ---- |
| 633  | 667  | 682  | 615  | 608  | 631  | 640  | 621  | 641  |

| 1891 | 1896 | 1901 | 1906 | 1911 | 1921 | 1926 | 1931 | 1936 |
| ---- | ---- | ---- | ---- | ---- | ---- | ---- | ---- | ---- |
| 648  | 574  | 566  | 545  | 523  | 448  | 396  | 380  | 364  |

| 1946 | 1954 | 1962 | 1968 | 1975 | 1982 | 1990 | 1999 | 2006 |
| ---- | ---- | ---- | ---- | ---- | ---- | ---- | ---- | ---- |
| 354  | 349  | 307  | 302  | 271  | 265  | 283  | 285  | 364  |

| 2007 | 2012 | 2017 | 2022 | - | - | - | - | - |
| ---- | ---- | ---- | ---- | - | - | - | - | - |
| 375  | 452  | 513  | 535  | - | - | - | - | - |

### Enseignement
La commune de Seytroux est située dans l'académie de Grenoble. En 2016, elle administre une école élémentaire, regroupant 65 élèves.

## Culture et patrimoine local

### Lieux et monuments
- L'église Saint-Bernard de Menthon.

### Personnalités liées à la commune
- Auguste Mudry (1917-2006), né à Seytroux.